# 泗礁列岛
泗礁列岛是中国浙江省宁波市象山县境内的一组列岛的总称。列岛位于象山丹城以东21.85公里处，分布区域南北长1公里，东西宽0.75公里，陆地总面积0.77平方公里，均为火山凝灰岩构成。主岛为北面的上泗礁和南面的下泗礁，设有灯桩。两岛间有一干出礁名为拦门虎，常常引发航行事故。